# Laken (Einheit)
Laken war ein Längenmaß und im Tuch- und Drellhandel (Drillich) von Bedeutung.
- Allgemein 1 Laken = 1 Drill = 24 Ellen Tuch (Ausnahmen bis 30 Ellen)
- Mecklenburg-Schwerin 1 Laken = 13,8 Meter
- Stralsund 1 Laken = 16 Meter (Leinengewebe)
- Pommern 1 Laken = 24 Ellen (Pommern) = 21 Ellen (Preußen) = 14,00 Meter (für Webwaren[1])